# 선접꾼
선접꾼(先接-)은 조선 시대에 과거를 볼 때에, 남보다 먼저 시험장에 들어가 좋은 자리를 차지하거나 거자(擧子, 과거 응시자)가 과장(科場, 과거를 보이는 곳)에 들어갈 수 있도록 몸싸움을 전담하는 사람이다. 한자를 빌어 先接軍(선접군)으로 쓰기도 하였으며, 수종군(隨從軍)으로 부르기도 했다.
선접꾼은 대개 서울과 시골의 빈둥거리며 놀고 먹는 잡된 무리로서, ‘관광’이라 핑계 대고 세력가의 수종(隨從)이 되기를 자원한다. 그들은 부문에 들기에 앞서 말뚝, 우산, 후장(장막) 등을 지참한다. 이런 선접꾼의 무리와 거자, 거벽, 사수 등을 아울러 접(接)이라 불렀다.
선접꾼이 하는 일은 크게 두 가지였다. 하나는 과장으로 들어가는 문을 지키면서 그들이 수종하는 거자가 과장에 들어갈 수 있도록 몸싸움을 전담한다. 다른 하나는 과장에 일찍 들어가 현제판(과거 문제를 적은 판)이 잘 보이는 곳에 먼저 자리를 잡고 거자가 올 때까지 그 자리를 지키는 일을 하였다. 이를 아울러 부문 쟁접(赴門爭接)이라 하였다.
과거를 보기 위하여 과장(科場) 안에 들어가는 일 또는 그 문을 부문(赴門)이라 하였고, 그를 위해 부문을 지키면서 접끼리 서로 싸우는 일을 쟁접(爭接)이라 불렀다. 선접꾼이 좋은 자리를 맡은 뒤에도 다른 접이 그 자리를 빼앗지 못하도록 해야 하므로 접끼리 서로 싸우게 되는 일이 부지기수였다.
선접꾼이 좋은 자리를 맡은 뒤에 가장 먼저 하는 일은 말뚝을 박고 우산을 세우며 후장을 쳤다. 그러면 접이 들어오는데, 접은 선접꾼 무리와 실제 과거에 시지(試紙, 과거 답안지)를 낼 거자까지를 아우르는 말이었다. 이때 접에는 시지를 낼 사람도 여럿 있었고, 그 가운데 글을 대신 지어주는 거벽(巨擘)과 거벽이 지은 글을 보기 좋게 써 주는 사수(寫手, 또는 서수(書手))도 있게 된다.
부문과 쟁접에는 주먹질과 발길질이 마구 오갔기에 자연 힘꼴깨나 쓰는 자를 동원하지 않을 수 없었고, 세력가에 자원하는 축들도 있게 마련이었다. 선접꾼은 서로 싸우다가 밟히거나 어딘가 부러지기 일쑤였고, 심지어 죽는 일도 있었다. 이런 선접꾼은 세력가에 자원한 대가로 거벽의 글을 받아 써서 내거나, 아니면 아예 사수에게 쓰게 하여 시지를 내게 된다. 운이 좋아 선접꾼으로 나섰다가 과거에 급제한 이도 있었으며, 이런 요행을 바라 선접꾼에 자원하는 이도 있었다고 한다.

## 참고 자료
- 강명관 (2004년 1월 5일). 〈타락과 부정으로 얼룩진 양반들의 잔치 | 과거〉. 《조선의 뒷골목 풍경》 초 12쇄판. 서울: 푸른역사. ISBN 89-87787-74-5. |장=에 지움 문자가 있음(위치 22) (도움말)